# Klein-Holland
Klein-Holland war eine der Ortslagen und Hofschaften, die ab Ende des 19. Jahrhunderts in der expandierenden Stadt Ohligs aufgingen, die heute ein Stadtteil Solingens ist. 

## Lage und Beschreibung
Klein-Holland lag an der heutigen Straßenecke Untere Benrather Straße / Lotsenstraße im Westen von Solingen-Ohligs. Südöstlich verläuft die Bahnstrecke Düsseldorf–Solingen, dort befindet sich auch der Haltepunkt Solingen-Vogelpark. Das Gebiet zwischen der nördlich verlaufenden Hildener Straße und den Bahngleisen ist heute ein nahezu geschlossenes gründerzeitliches Wohnquartier, in dem der einstige Ort aufgegangen ist. Benachbarte Ortslagen sind bzw. waren (von Nord nach West): Maubeshaus, Broßhaus, Kalstert, Diepenbruch, Potzhof, Honigsheide, Pannenschoppen, Bauermannsheide, Brabant, Molterkiste und Trotzhilden.

## Etymologie
Wie auch der benachbarte Ortsname Brabant (= Ödland) dürfte der kurios anmutende Ortsname im Hinblick auf die vergleichbare niederländisch-belgische Landschaft entstanden sein.

## Geschichte
Das Gebiet westlich des heutigen Ohligser Stadtzentrums war noch am Ende des 19. Jahrhunderts nur locker durch einige Ortslagen und Hofschaften besiedelt, darunter auch Klein-Holland. Der Ort entstand vermutlich als Einzelsiedlung zwischen den Nachbarorten Molterkiste und Kalstert. Klein-Ohligs ist aufgrund seiner geringen Größe in den meisten Kartenwerken des 19. Jahrhunderts nicht verzeichnet. Der Ort wurde in den Registern der Honschaft Schnittert geführt.  
1832 war Klein-Holland weiterhin Teil der Honschaft Schnittert innerhalb der Bürgermeisterei Merscheid. Der nach der Statistik und Topographie des Regierungsbezirks Düsseldorf als Hofstadt kategorisierte Ort besaß zu dieser Zeit ein Wohnhaus. Zu dieser Zeit lebten 7 Einwohner im Ort, davon 3 katholischen und 4 evangelischen Bekenntnisses.
Die Bürgermeisterei Merscheid wurde 1856 zur Stadt erhoben und im Jahre 1891 in Ohligs umbenannt. Dem war 1867 die Eröffnung eines Bahnhofes auf freiem Feld bei Hüttenhaus vorausgegangen, des Bahnhofes Ohligs-Wald, der heute den Namen Solingen Hauptbahnhof trägt. Die nahegelegene größere Hofschaft Ohligs gewann an Bedeutung und entwickelte sich infolge der Nähe zu dem Bahnhof zu einem der Siedlungszentren in der Stadt Merscheid. Viele umliegende Ortslagen und Hofschaften verloren ihre solitäre Lage und gingen in der sich ausbreitenden geschlossenen gründerzeitlichen Bebauung der Stadt vollständig auf.:113 So auch Klein-Holland, das 1875 in der Karte vom Kreise Solingen aus dem Jahr 1875 bereits mit dem benachbarten Ort Kalbesterz zusammengewachsen ist in der Preußischen Neuaufnahme von 1893 in der zusammenhängenden Bebauung aufgegangen ist.
Mit der Städtevereinigung zu Groß-Solingen im Jahre 1929 wurde der Ort nach Solingen eingemeindet. Die kuriose Ortsbezeichnung ist darum nicht mehr im Stadtplan verzeichnet und auch nicht mehr gebräuchlich.